# Lamprolaima rhami
El colibrí alicastaño (Lamprolaima rhami), también denominado colibrí de garganta garnet, colibrí ala castaña (en México), colibrí multicolor (en México) o colibrí cuelligranate (en Honduras), es una especie de ave apodiforme de la familia Trochilidae —los colibríes—, la única perteneciente al género monotípico Lamprolaima. Es nativo del centro y sur de México y norte de América Central.

## Distribución y hábitat
Se distribuye de forma disjunta desde el centro y sur de México (Guerrero, Puebla y oeste de Veracruz hacia el sur a través de Oaxaca a Chiapas) al sur por Guatemala, El Salvador y Honduras.
Esta especie es considerada localmente común en sus hábitats naturales: el bosque tropical alto, bosque nuboso, borde de bosque, bosque de pino-encino y matorrales, en altitudes entre 1200 y 3000 m en las vertientes atlántica y pacífica; más numerosa entre 1500 y 2300 m. En Honduras, no se da por debajo de los 1600 m. Forrajea entre uno y diez metros del suelo.

## Sistemática

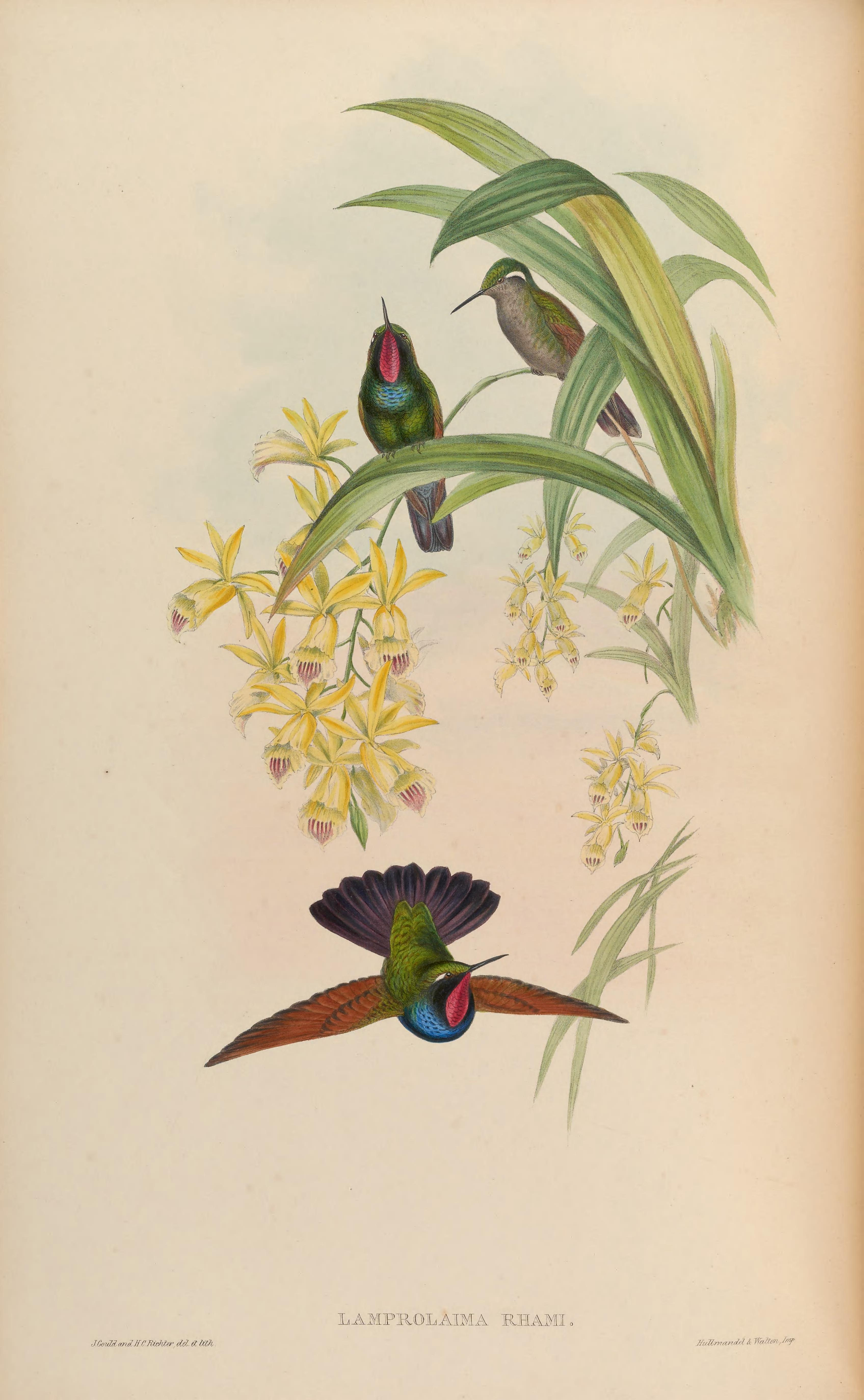
Lamprolaima rhami, ilustración de Gould y Richter en A monograph of the Trochilidae, or family of humming-birds 2, 1861.

### Descripción original
La especie L. rhami fue descrita por primera vez por el ornitólogo francés René Primevère Lesson en 1839 bajo el nombre científico Ornismya rhami ; su localidad tipo es: «México».
El género Lamprolaima fue propuesto por el zoólogo alemán Heinrich Gottlieb Ludwig Reichenbach en 1854; la especie tipo subsecuentemente designada fue Ornismya rhami, actual Lamprolaima rhami.

### Etimología
El nombre genérico femenino «Lamprolaima» se compone de las palabras del griego «lampros» que significa ‘brillante’, ‘radiante’, y «laimos» que significa ‘garganta’; y el nombre de la especie «rhami», conmemora al diplomático suizo y coleccionador Henri-Casimir de Rham (1785–1873).

### Taxonomía
Posiblemente pertenece al género Basilinna. Se han propuesto las formas L. rhami occidentalis (Guerrero) y L. rhami saturatior (Honduras y norte de El Salvador) basándose en la variación de color y tamaño, pero ambos patrones dependen de la edad o tienen carácter clinal, por lo que no son criterios adecuados para el reconocimiento subespecífico. Es monotípica.